# 19 de novembro
19 de novembro é o 323.º dia do ano no calendário gregoriano (324.º em anos bissextos). Faltam 42 dias para acabar o ano.

## Eventos históricos

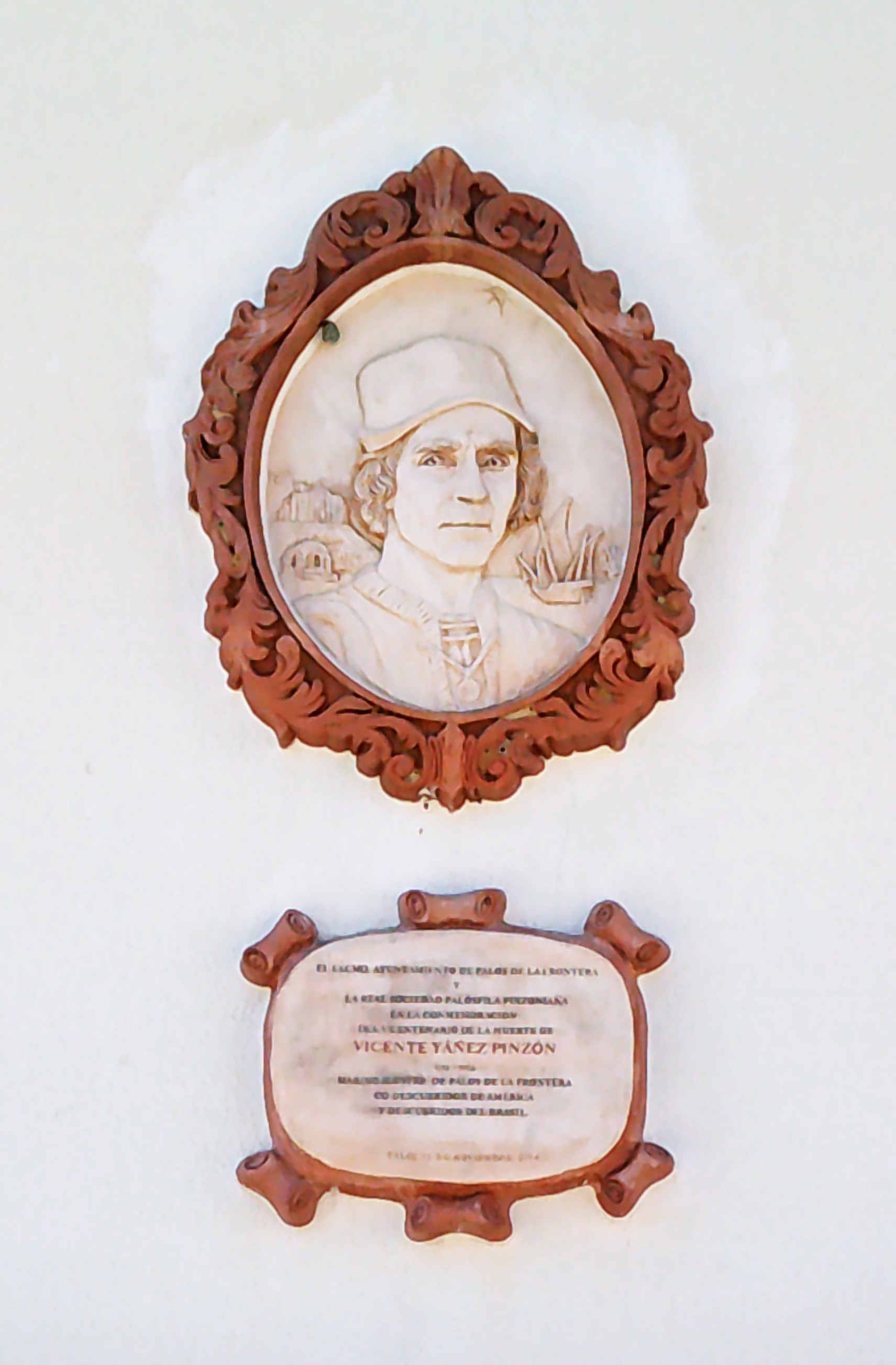
1499: o navegador espanhol Vicente Yáñez Pinzón, primeiro europeu a atingir o Brasil, zarpa de Palos de la Frontera

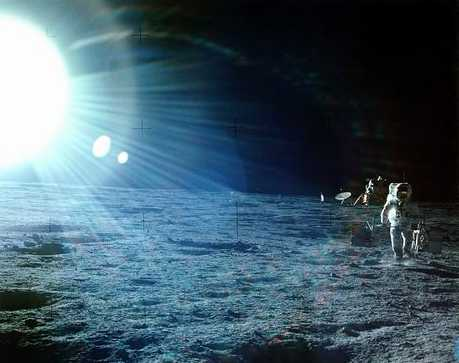
1969: tripulação da Apollo 12 no Mar das Tormentas

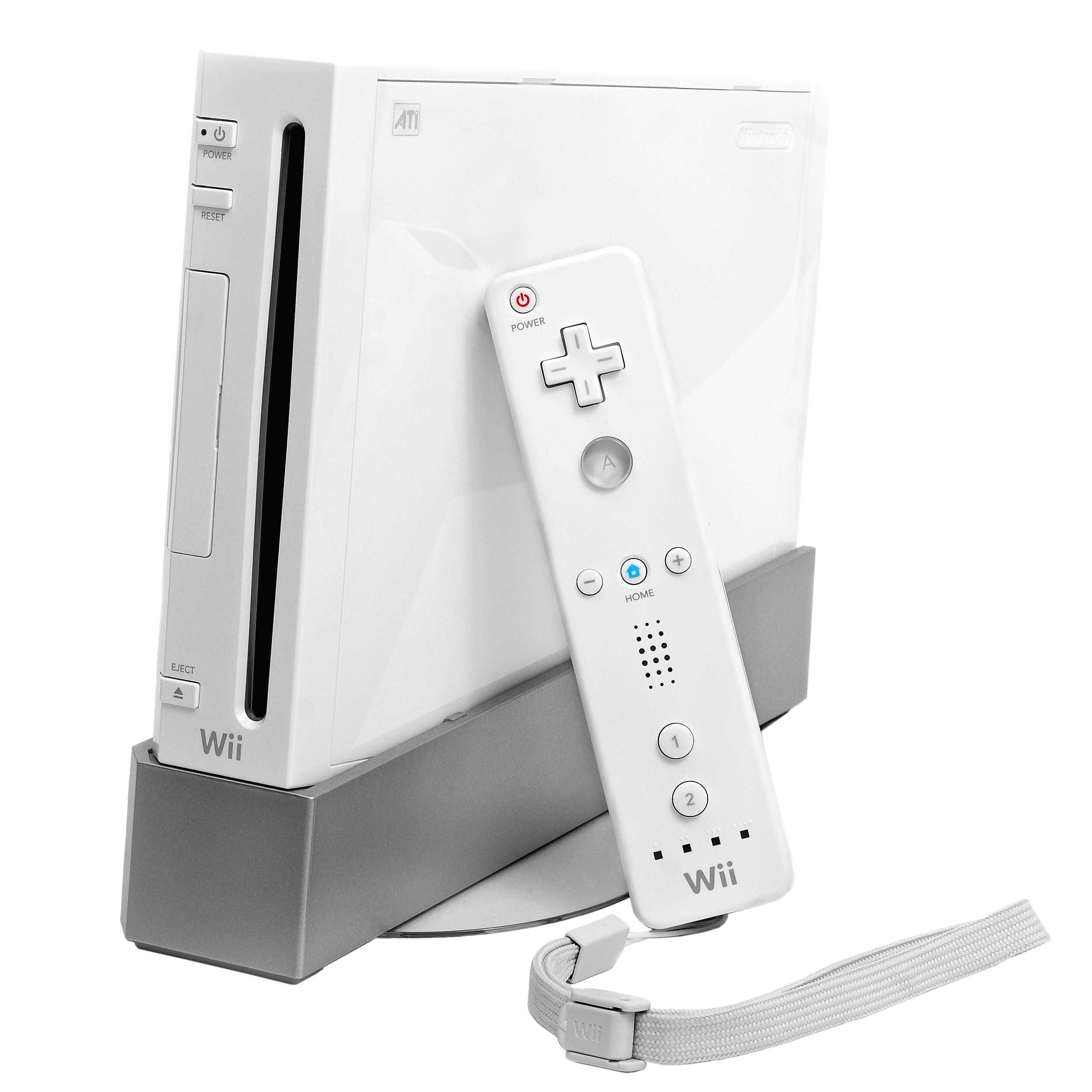
2006: o Wii

- 0461 — Líbio Severo é declarado imperador do Império Romano do Ocidente. O poder real está nas mãos do magister militum Ricímero.
- 0636 — O Califado Ortodoxo derrota o Império Sassânida na Batalha de Cadésia no Iraque.
- 1095 — No Concílio de Clermont, o Papa Urbano II pede uma Cruzada para a Terra Santa.
- 1493 — Cristóvão Colombo desembarca em uma ilha chamada Borinquen, que ele viu pela primeira vez no dia anterior. Ele a chama de São João Batista (mais tarde renomeada novamente Porto Rico).
- 1499 — Vicente Yáñez Pinzón zarpa de Palos de la Frontera no comando de quatro caravelas. A viagem resulta no descobrimento do Brasil pelos espanhóis, com a chegada da esquadra pinzoniana ao cabo de Santo Agostinho (Pernambuco) em 26 de janeiro de 1500.
- 1614 — A Batalha de Guaxenduba foi um confronto militar. A batalha foi um importante passo dos portugueses para a expulsão definitiva dos franceses da região do atual estado do Maranhão.
- 1802 — Os garífunas chegam às Honduras Britânicas (atual Belize).
- 1807 — Junot cruza a fronteira portuguesa dando início à 1.ª invasão francesa.
- 1816 — Universidade de Varsóvia é estabelecida.[1]
- 1819 — Inauguração do Museu do Prado em Madrid, Espanha.
- 1863 — Guerra de Secessão: o presidente dos Estados Unidos, Abraham Lincoln, faz o Discurso de Gettysburg na cerimônia de dedicação do cemitério militar de Gettysburg, Pensilvânia.
- 1885 — Guerra Servo-Búlgara: a vitória búlgara na Batalha de Slivnitsa solidifica a unificação entre o Principado da Bulgária e a Rumélia Oriental.
- 1889 — O governo provisório brasileiro baixa os primeiros decretos, regulamentando a bandeira, o brasão de armas, o hino e o selo nacionais.
- 1906 — Comemora-se pela primeira vez o Dia da Bandeira no Brasil.
- 1912 — Primeira Guerra Balcânica: O exército sérvio captura Bitola, pondo fim ao domínio otomano de cinco séculos na Macedônia.
- 1942
  - Segunda Guerra Mundial: Batalha de Stalingrado: as forças da União Soviética sob o comando do general Gueorgui Júkov lançam os contra-ataques da Operação Urano em Stalingrado, virando a maré da batalha a favor da União Soviética.
  - Mutesa II é coroado o 35º e último Kabaka (rei) de Buganda, antes da restauração do reino em 1993.
- 1943 — Holocausto: nazistas liquidam o campo de concentração de Janowska em Lemberg (Lviv), oeste da Ucrânia, assassinando pelo menos 6 000 judeus após uma revolta fracassada e tentativa de fuga em massa.
- 1944 — Segunda Guerra Mundial: Trinta membros da resistência luxemburguesa defendem a cidade de Vianden contra um ataque maior das Waffen-SS na Batalha de Vianden.[2]
- 1946 — Reino do Afeganistão (atual República Islâmica do Afeganistão, de jure), Islândia e o Reino da Suécia são admitidos como Estados-Membros da ONU.
- 1950 — O General Dwight D. Eisenhower torna-se Comandante Supremo da OTAN-Europa.
- 1952 — O marechal de campo grego Alexander Papagos torna-se o 152º primeiro-ministro da Grécia.
- 1954 — Télé Monte Carlo, o canal de televisão privado mais antigo da Europa, é lançado pelo príncipe Rainier III.
- 1959 — A Ford Motor Company anuncia o fim da produção do impopular Edsel.
- 1964 — Primeira votação do documento Lumen Gentium no Concílio Vaticano II.
- 1969
  - Programa Apollo: os astronautas da Apollo 12, Pete Conrad e Alan Bean, aterrissam no Oceanus Procellarum (o "Oceano das Tormentas") e se tornam o terceiro e quarto humanos a caminhar na Lua.
  - O futebolista Pelé faz o seu 1 000° gol.[3]
- 1977 — O voo TAP Portugal 425 cai na ilha da Madeira, matando 131 pessoas.
- 1979 — Crise dos reféns no Irã: o líder iraniano aiatolá Ruhollah Khomeini ordena a libertação de 13 reféns americanas e negras mantidas na embaixada dos EUA em Teerã.
- 1984 — Desastre em San Juanico: uma série de explosões nas instalações de armazenamento de petróleo da Pemex em San Juan Ixhuatepec, na Cidade do México, inicia um grande incêndio e mata cerca de 500 pessoas.
- 1985 — Guerra Fria: Em Genebra, o presidente dos Estados Unidos, Ronald Reagan, e o secretário-geral da União Soviética, Mikhail Gorbachev, se encontram pela primeira vez.
- 1988 — O representante comunista sérvio e futuro presidente sérvio e iugoslavo, Slobodan Milošević, declara publicamente que a Sérvia está sob ataque de separatistas albaneses no Kosovo, bem como traição interna dentro da Iugoslávia e uma conspiração estrangeira para destruir a Sérvia e a Iugoslávia.
- 1996
  - Programa do ônibus espacial: o Columbia é lançado na STS-80, que se tornaria a missão mais longa do programa, com 17 dias. Nesta missão, o astronauta Story Musgrave se torna o único astronauta a voar em todos os cinco ônibus espaciais
  - Um Beechcraft 1900 e um Beechcra ft King Air colidem no Aeroporto Regional de Quincy em Quincy, Illinois, matando 14 pessoas.[4]
- 1997 — O ônibus espacial Columbi a é lançado na STS-87.
- 1998 — Escândalo Clinton-Lewinsky: O Comitê Judiciário da Câmara dos Representantes dos Estados Unidos inicia audiências de impeachment contra o presidente Bill Clinton.
- 1999 — Shenzhou 1: a República Popular da China lança sua primeira espaçonave Shenzhou.
- 2002 — O petroleiro grego Prestige se divide ao meio e afunda na costa da Galiza, liberando mais de 76 000 m3 (20 milhões de galões americanos) de petróleo no maior desastre ambiental da história espanhola e portuguesa.
- 2006 — Lançado o primeiro console de videogame da Nintendo com controle de movimento, o Wii.
- 2010 — A primeira das quatro explosões ocorre na mina do rio Pike, na Nova Zelândia; 29 pessoas morrem no pior desastre de mineração do país desde 1914.
- 2013 — Um duplo atentado suicida na embaixada iraniana em Beirute mata 23 pessoas e fere outras 160.
- 2020 — Fundação Nacional da Ciência anuncia a desativação do Radiotelescópio de Arecibo, em Porto Rico.[5]
- 2023
  - Javier Milei é eleito o 52° presidente da Argentina com 55,6%, no segundo turno após derrotar o candidato governista Sergio Massa que teve 44,3% dos votos em uma eleição marcada pelo contexto da crise econômica.[6]
  - No Brasil, o município da Araçuaí foi considerada a cidade mais quente no histórico de medições quando bateu 44,8 °C de temperatura,[7] o recorde anterior era do município Bom Jesus (Piauí) que teve a máxima de 44,7 °C.

## Nascimentos

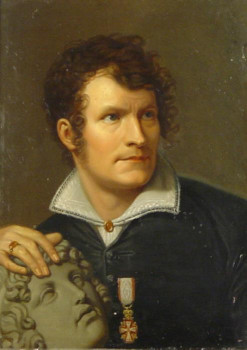
Bertel Thorvaldsen

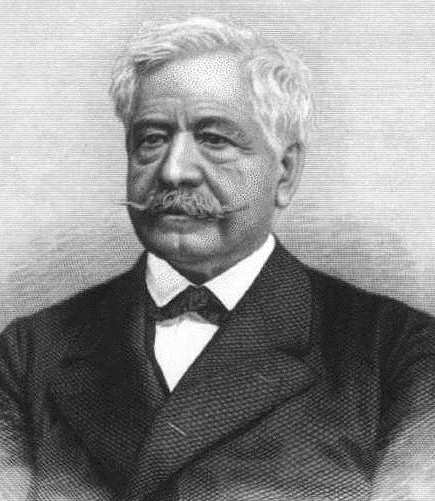
Ferdinand de Lesseps

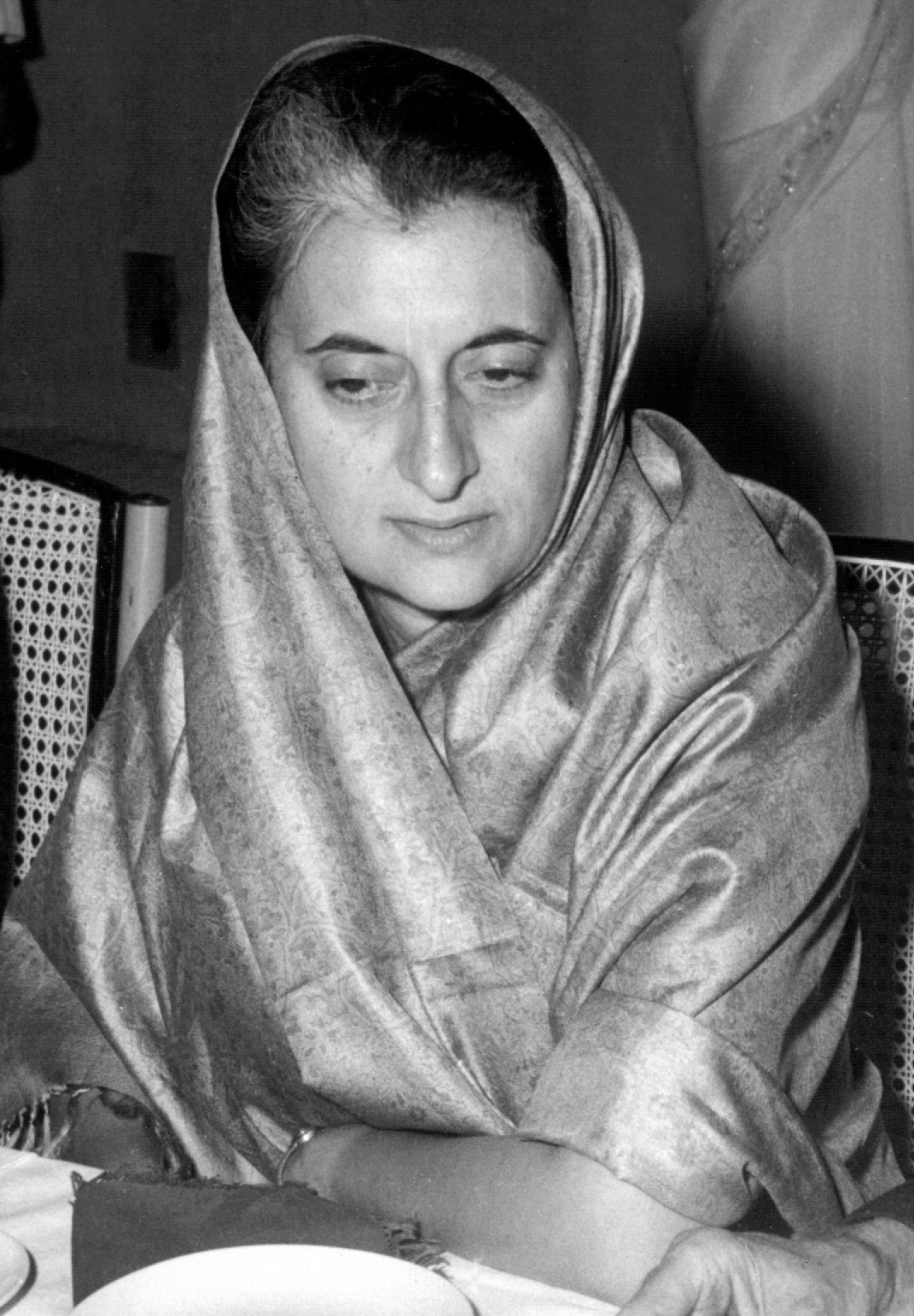
Indira Gandhi

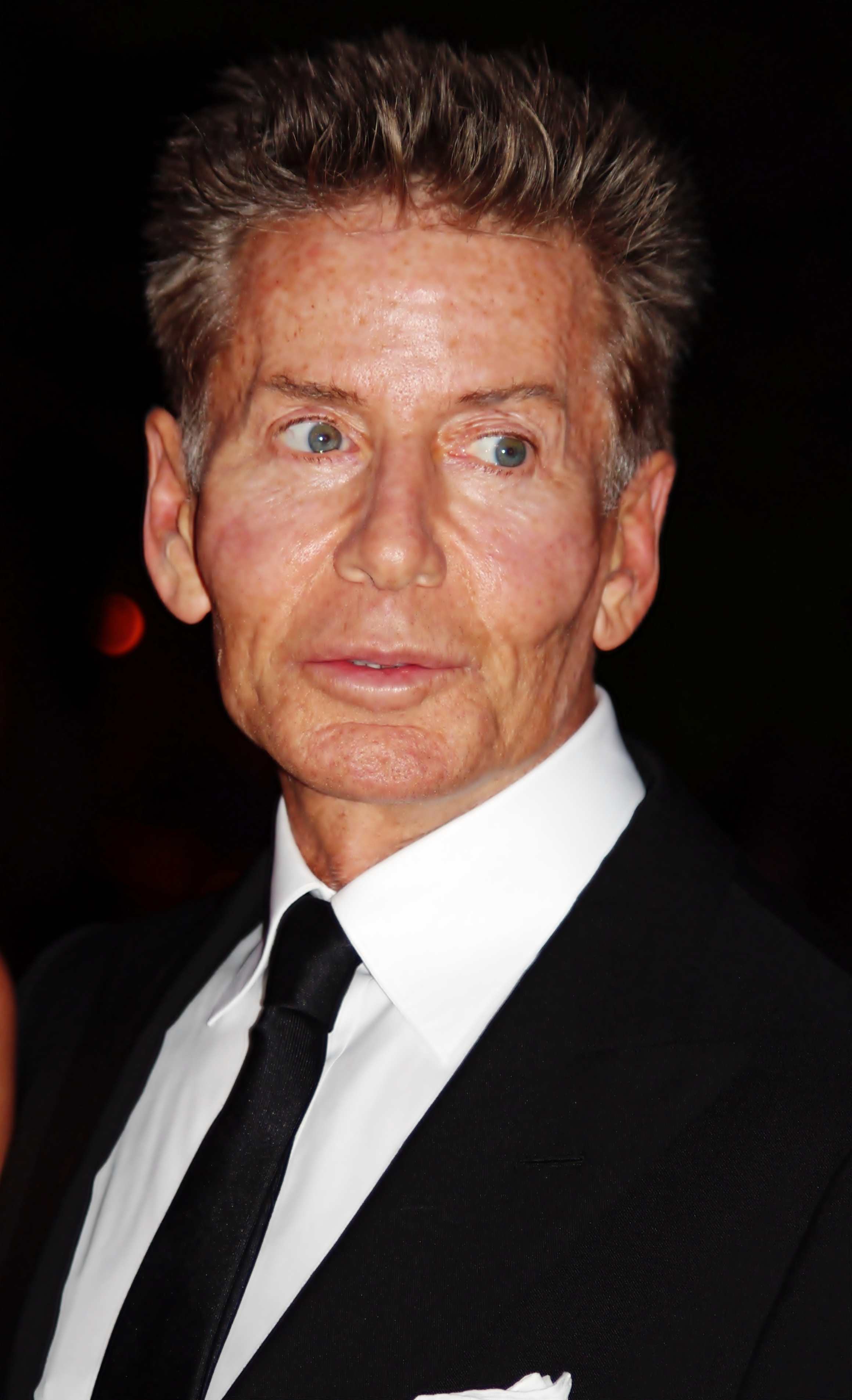
Calvin Klein

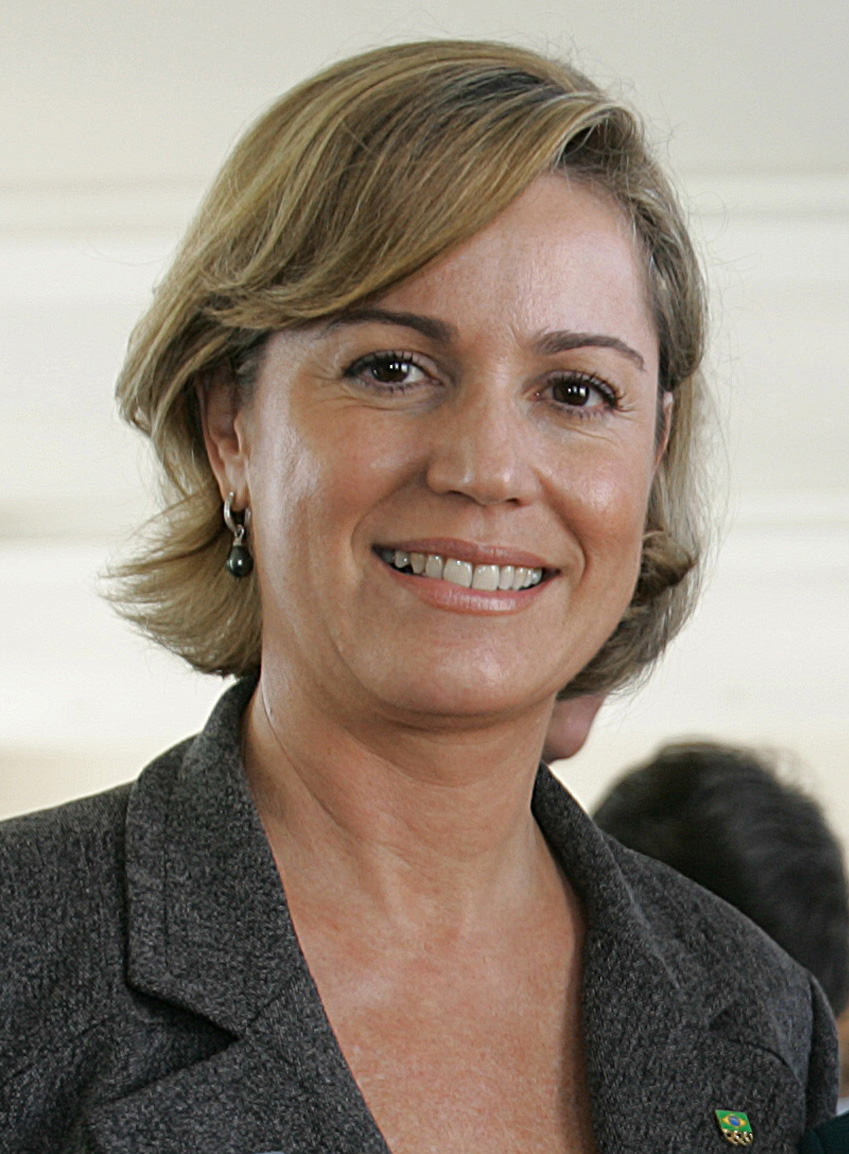
Márcia Peltier

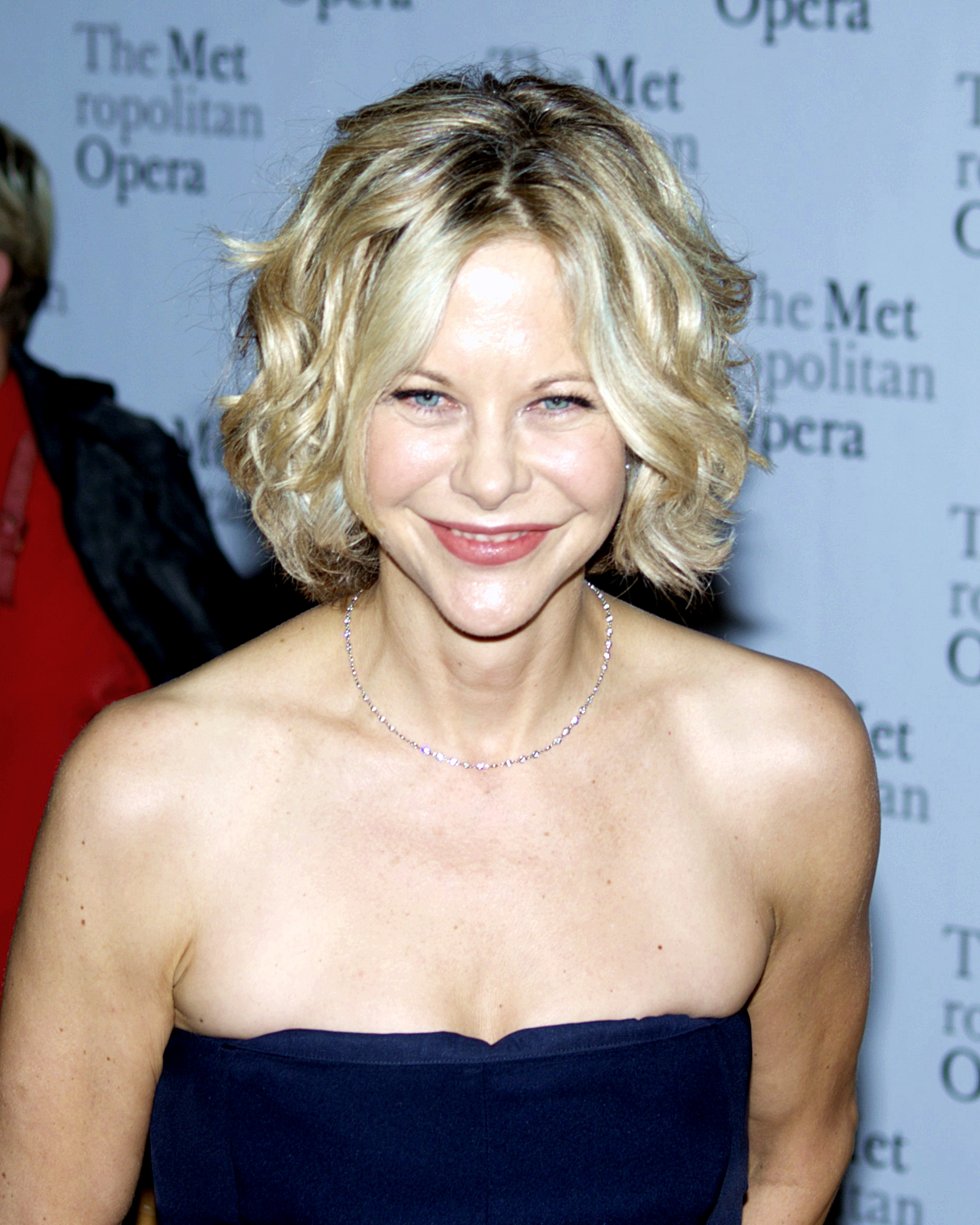
Meg Ryan

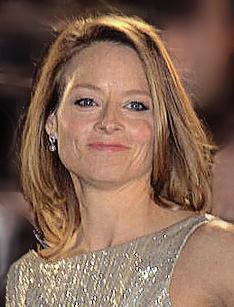
Jodie Foster

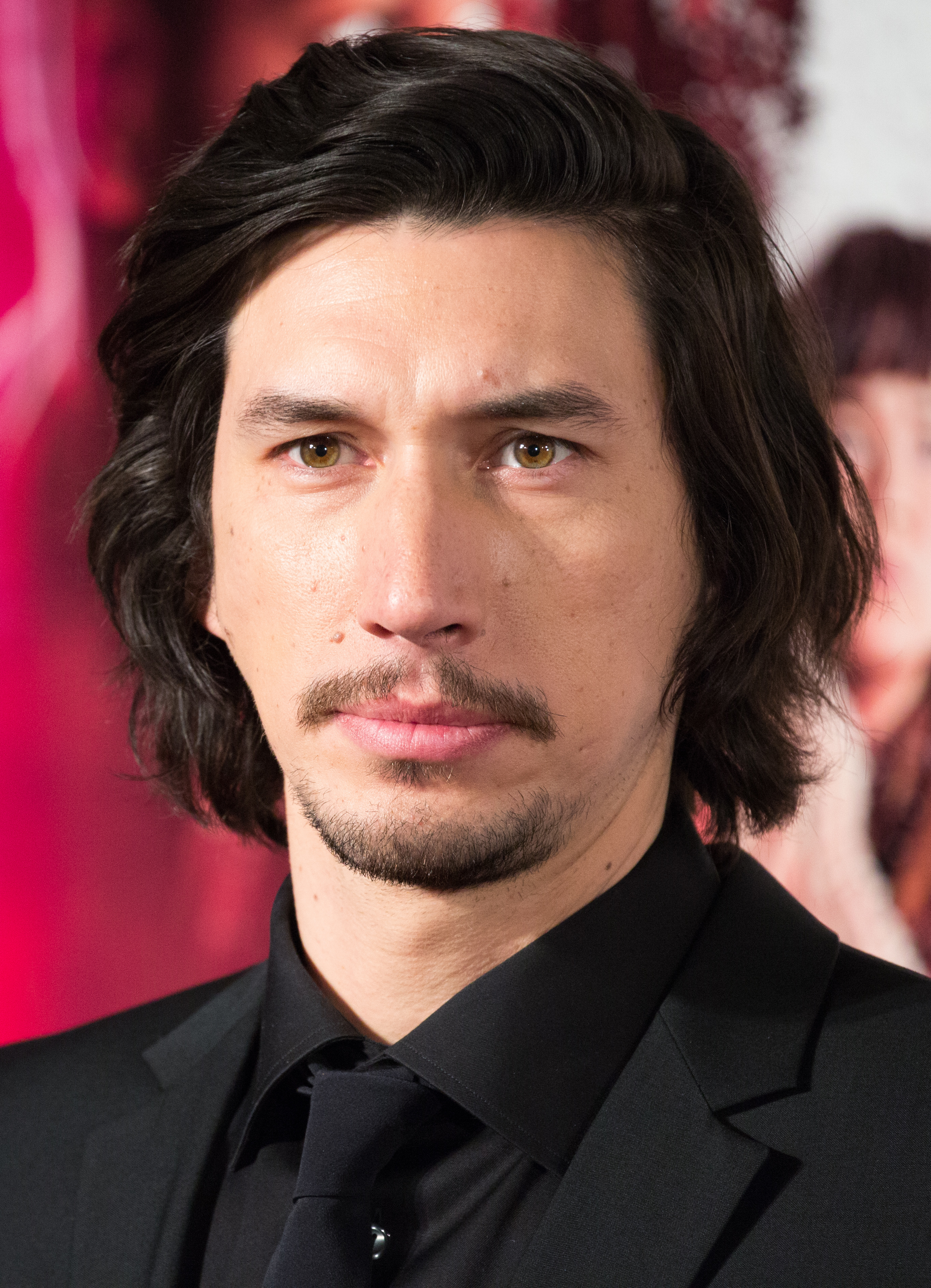
Adam Driver

### Anterior ao século XIX
- 1417 — Frederico I do Palatinado-Simmern, nobre alemão (m. 1480).
- 1462 — Go-Kashiwabara, imperador do Japão (m. 1526).
- 1503 — Pedro Luís Farnésio, duque de Parma e Placência (m. 1547).
- 1597 — Isabel Carlota do Palatinado (m. 1660).
- 1600
  - Carlos I de Inglaterra (m. 1649).
  - Lieuwe van Aitzema, historiador e diplomata neerlandês (m. 1669).
- 1617 — Eustache Le Sueur, artista francês (m. 1655).
- 1700 — Jean-Antoine Nollet, físico e professor francês (m. 1770).
- 1711 — Mikhail Lomonossov, cientista e artista russo (m. 1765).
- 1722 — Leopold Auenbrugger, médico austríaco (m. 1809).
- 1770 — Bertel Thorvaldsen, escultor dinamarquês (m. 1844).
- 1783 — Antoine Casimir Marguerite Eugène Foudras, entomólogo francês (m. 1859).
- 1797 — Charles Anthon, erudito clássico norte-americano (m. 1867).

### Século XIX
- 1805 — Ferdinand de Lesseps, diplomata e empresário francês (m. 1894).
- 1831 — James A. Garfield, político norte-americano (m. 1881).
- 1833 — Joaquín Riascos, político colombiano (m. 1875).
- 1856 — Semyon Alapin, enxadrista russo (m. 1923).
- 1863 — Borges de Medeiros, político brasileiro (m. 1961).
- 1865 — Leandro Gomes de Barros, escritor brasileiro (m. 1918).
- 1888 — José Raúl Capablanca, enxadrista cubano (m. 1942).
- 1894 — Américo Thomaz, almirante e político português (m. 1987).

### Século XX

#### 1901–1950
- 1912 — Domingos da Guia, futebolista brasileiro (m. 2000).
- 1917 — Indira Gandhi, política indiana (m. 1984).
- 1919 — Gillo Pontecorvo, cineasta italiano (m. 2006).
- 1920 — Tinoco, cantor brasileiro (m. 2012).
- 1930 — Osmar Navarro, cantor brasileiro (m. 2012).
- 1931 —  Gedelti Gueiros, pastor brasileiro e fundador da Igreja Cristã Maranata (m. 2025).
- 1933 — Larry King, jornalista e apresentador de talk show estadunidense (m. 2021).
- 1936
  - Francisco Milani, ator brasileiro (m. 2005).
  - Gedelti Gueiros, pastor brasileiro e fundador da Igreja Cristã Maranata (m. 2025).[8]
- 1938 — Ted Turner, magnata e filantropo estadunidense.
- 1942 — Calvin Klein, estilista norte-americano.
- 1946 — Paulo Souto, político brasileiro.

#### 1951–2000
- 1954
  - Kathleen Quinlan, atriz norte-americana.
  - Márcia Peltier, jornalista, apresentadora, escritora e cronista brasileira.
  - Kid Bengala, ex-ator pornográfico brasileiro.
- 1955 — Dianne de Leeuw, patinadora artística neerlandesa.
- 1956
  - Marco Chagas, ciclista português.
  - Gloria Guida, atriz italiana.
  - Eileen Collins, astronauta americana.
- 1957 — Ofra Haza, cantora israelense (m. 2000).
- 1958 — Isabella Blow, editora de moda britânica (m. 2007).
- 1959
  - Leila Lopes, atriz brasileira (m. 2009).
  - Timothy Conigrave, ator, ativista e escritor australiano (m. 1994).
- 1960 — Matt Sorum, músico, compositor e produtor musical americano.
- 1961 — Meg Ryan, atriz norte-americana.
- 1962 — Jodie Foster, atriz norte-americana.
- 1965
  - Laurent Blanc, ex-futebolista e treinador de futebol francês.
  - Nilson Esídio, ex-futebolista brasileiro.
- 1966
  - Narjara Turetta, atriz brasileira.
  - Jason Scott Lee, ator norte-americano.
- 1969
  - Philippe Adams, automobilista belga.
  - Curt Onalfo, treinador de futebol norte-americano.
  - Ertuğrul Sağlam, treinador turco de futebol.
  - Erika Alexander, atriz norte-americana.
- 1971 — Tony Rich, ator e cantor norte-americano.
- 1972 — Sandrine Holt, atriz britânica.
- 1973
  - Luísa Thiré, atriz e diretora de teatro brasileira.
  - Murilo, ex-futebolista brasileiro.
- 1974 — Sandro Meira Ricci, árbitro de futebol brasileiro.
- 1975 — Bastian Reinhardt, futebolista alemão.
- 1976 — Stylianos Venetidis, futebolista grego.
- 1977 — Limberg Gutiérrez, futebolista boliviano.
- 1978 — Mahé Drysdale, remador neozelandês.
- 1979
  - Michelle Vieth, atriz mexicana.
  - Juca, futebolista brasileiro.
  - Sandro Hiroshi, futebolista brasileiro.
- 1980 — Rodrigo Tabata, futebolista brasileiro.
- 1981
  - André Lotterer, automobilista alemão.
  - Gaël Danic, futebolista francês.
- 1982 — Francesco Reda, ciclista italiano.
- 1983
  - Meseret Defar, atleta etíope.
  - Adam Driver, ator americano.
- 1984 — Jorge Fucile, futebolista uruguaio.
- 1985
  - Bianca Comparato, atriz brasileira.
  - Chris Eagles, futebolista britânico.
- 1986
  - Dayron Robles, atleta cubano.
  - Milan Smiljanić, futebolista sérvio.
- 1987 — Iryna Krasnianska, ginasta ucraniana.
- 1988 — Víctor Cuesta, futebolista argentino.
- 1989 — Kenneth Faried, jogador de basquete americano.
- 1990 — Nell Hudson, atriz inglesa.
- 1991 — Wu Lei, futebolista chinês.
- 1992 — James Tarkowski, futebolista inglês.
- 1993
  - Suso, futebolista espanhol .
  - Cleo Massey, atriz australiana.
- 1994 — O. J. Howard, jogador de futebol americano.
- 1995 — Abella Danger, atriz americana.
- 1996 — Manoel Messias, triatleta brasileiro.
- 1997 — Zach Collins, jogador norte-americano de basquete.
- 1998 — Nahuel Ferraresi, futebolista venezuelano.
- 1999 — Evgenia Medvedeva, patinadora artística russa.
- 2002 — Nenny, cantora portuguesa.

## Mortes

### Anterior ao século XIX
- 0498 — Papa Anastácio II (n. 445).
- 1034 — Teodorico II da Baixa Lusácia (n. c. 989).
- 1092 — Maleque Xá I, sultão do Império Seljúcida (n. 1053).
- 1299 — Matilde de Hackeborn, santa e mística católica alemã (n. 1241).
- 1557 — Bona Sforza, rainha da Polônia (n. 1494).
- 1581 — Ivã da Rússia, herdeiro do trono (n. 1554).
- 1665 — Nicolas Poussin, pintor francês (n. 1594).
- 1672 — John Wilkins, filósofo inglês (n. 1614).

### Século XIX
- 1854 — Abraham John Valpy, impressor e editor britânico (n. 1787).
- 1858 — Barbara Rawdon-Hastings, Marquesa de Hastings (n. 1810).
- 1887 — Emma Lazarus, poetisa estadunidense (n. 1849).

### Século XX
- 1967 — João Guimarães Rosa, escritor brasileiro (n. 1908).
- 1983 — Tom Evans, músico britânico (n. 1947).
- 1992 — Diane Varsi, atriz norte-americana (n. 1938).
- 1995 — Adolpho Bloch, empresário ucraniano (n. 1908).
- 1997 — Nicole Hassler, patinadora artística francesa (n. 1941).

### Século XXI
- 2007 — Magda Szabó, escritora húngara (n. 1917).
- 2009
  - Mário Barradas, encenador e ator português (n. 1931).
  - Johnny Delgado, ator filipino (n. 1948).
- 2011 — John Neville, ator britânico (n. 1925).
- 2014 — Ram Roy Bhaskar,  filósofo inglês (n. 1944).
- 2017 — Claudio Báez, ator mexicano (n. 1950).
- 2021 — Bernard Rollin, filósofo americano (n. 1943).
- 2024 — Julio Zanotta, dramaturgo brasileiro (n. 1950).

## Feriados e eventos cíclicos

### Internacional
- Dia Mundial da Sanita
- Dia Mundial da Prevenção a Violência Doméstica Contra Crianças e Adolescentes
- Dia Internacional do Homem
- Dia Mundial do Xadrez
- Dia Nacional de Mônaco

### Lusofonia

#### Brasil
- Dia da Bandeira
- Dia do Cordelista
- Dia do Rei Pelé
- Aniversário do município de Iporá, em Goiás
- Aniversário do município de Paiçandu, no Paraná
- Aniversário do município de Santo Anastácio, em São Paulo

#### Portugal
- Feriado Municipal de Odivelas, em Portugal
- Feriado Municipal da Trofa, em Portugal

### Cristianismo
- Afonso Rodrigues
- João de Castilho
- Matilde de Hackeborn
- Nossa Senhora da Divina Providência
- Obadias
- Roque González

## Outros calendários
- No calendário romano era o 13.º (XIII) dia antes das calendas de dezembro.
- No calendário litúrgico tem a letra dominical A para o dia da semana.
- No calendário gregoriano a epacta do dia é iii.